# Syzygium pseudojambolana
Syzygium pseudojambolana är en myrtenväxtart som beskrevs av Friedrich Anton Wilhelm Miquel. Syzygium pseudojambolana ingår i släktet Syzygium och familjen myrtenväxter.
Artens utbredningsområde är Java. Inga underarter finns listade i Catalogue of Life.